# Francis Patrick Moran
Francis Patrick Moran (Leighlinbridge, 16 dicembre 1830 – Sydney, 17 agosto 1911) è stato un cardinale e arcivescovo cattolico irlandese.

## Biografia
Nacque a Leighlinbridge, in Irlanda, il 16 dicembre 1830 da Patrick Moran e Alicia Cullen. Aveva tre sorelle, due delle quali si fecero monache, mentre la terza morì di colera durante un'epidemia. I suoi genitori morirono quando aveva undici anni. Un anno dopo, lasciò l'Irlanda in compagnia di suo zio, l'arcivescovo Paul Cullen, rettore del Pontifical Irish College di Roma.
Il 22 dicembre 1871 fu elevato al rango di vescovo, ricevendo il titolo di vescovo titolare di Olba e contemporaneamente divenne vescovo coadiutore di Ossory. L'anno successivo, l'11 agosto, dopo la morte del vescovo Edward Walsh, divenne vescovo di Ossory.
Fu arcivescovo di Sydney dal 1884 al 1911. Sotto la sua direzione tra il 14 e il 29 novembre 1885 si svolse il primo concilio plenario d'Australia nella cattedrale di Sydney.
Papa Leone XIII lo creò cardinale nel concistoro del 27 luglio 1885 ed il 30 luglio successivo ricevette la beretta con il titolo di Santa Susanna. Tuttavia non ebbe modo di partecipare al Conclave del 1903, per l'eccessiva distanza dell'Australia da Roma.
Nel 1904 papa Pio X ricordò al cardinal Moran che a distanza di ormai dieci anni dal secondo concilio plenario d'Australia era tempo di convocarne un terzo. Il concilio fu convocato dal 2 al 10 settembre 1905 nella cattedrale di Sydney. Oltre a Moran vi presero parte quattro arcivescovi, 14 vescovi, l'abate nullius di New Norcia, i procuratori di due vescovi, l'amministratore apostolico di Rockhampton, teologi ed altre personalità. Nella sua lettera, Pio X aveva anche anticipato approssimativamente l'ordine del giorno del concilio, cioè la diffusione del Vangelo ogni giorno di più in quella lontana e nobilissima regione e la raccolta di frutti più abbondanti nella fede cristiana e nei costumi. I 371 decreti ratificati dal concilio si riferiscono agli stessi temi dei concili plenari precedenti: la fede, il clero, i sacramenti, educazione della gioventù, il foro ecclesiastico. Dopo avervi apportato alcune modifiche, Roma approvò i decreti conciliari il 24 settembre 1906.
Morì a Sidney il 17 agosto 1911 all'età di 80 anni.

## Genealogia episcopale e successione apostolica
La genealogia episcopale è:
- Cardinale Scipione Rebiba
- Cardinale Giulio Antonio Santori
- Cardinale Girolamo Bernerio, O.P.
- Arcivescovo Galeazzo Sanvitale
- Cardinale Ludovico Ludovisi
- Cardinale Luigi Caetani
- Cardinale Ulderico Carpegna
- Cardinale Paluzzo Paluzzi Altieri degli Albertoni
- Papa Benedetto XIII
- Papa Benedetto XIV
- Papa Clemente XIII
- Cardinale Giovanni Carlo Boschi
- Cardinale Bartolomeo Pacca
- Papa Gregorio XVI
- Cardinale Castruccio Castracane degli Antelminelli
- Cardinale Paul Cullen
- Cardinale Francis Patrick Moran

La successione apostolica è:
- Arcivescovo William Joseph Walsh (1885)
- Vescovo Elphège Gravel (1885)
- Arcivescovo Francesco Sogaro, F.S.C.I. (1885)
- Vescovo Matthew Gibney (1887)
- Vescovo John Dunne (1887)
- Vescovo Jeremiah Joseph Doyle (1887)
- Vescovo John Hutchinson, O.S.A. (1887)
- Arcivescovo John O'Reilly (1888)
- Vescovo John Gallagher (1895)
- Vescovo Michael Verdon (1896)
- Vescovo Patrick Vincent Dwyer (1897)
- Vescovo John Mary Dunne (1901)
- Vescovo Patrick Joseph O'Connor (1903)
- Vescovo Armand Olier, S.M. (1904)
- Vescovo John Joseph Carroll (1910)
- Arcivescovo Patrick Joseph Clune, C.SS.R. (1911)